# 稽察覺羅學
稽察覺羅學，或稱稽察八旗覺羅學，為清朝管理稽查八旗覺羅學的職官。

## 建置
雍正七年（1729年），設置八旗覺羅學，八旗每旗各一所，由王公大臣8人總理各旗學務，並以京卿堂官8人分別稽察各學，稱稽察覺羅學，執掌稽查覺羅學課程、教職教學情形。出缺時，由吏部於都察院、通政使司、詹事府、國子監、大理寺、太常寺、太僕寺、光祿寺、鴻臚寺等衙門堂官內開列符合資格人員名單奏請欽點。